# Фрутдејл (Јужна Дакота)
Фрутдејл (енгл. Fruitdale) град је у америчкој савезној држави Јужна Дакота.

## Демографија
По попису из 2010. године број становника је 64, што је 2 (3,2%) становника више него 2000. године.
| Група             | 2000.      | 2010.      |
| Белци             | 58 (93,5%) | 60 (93,8%) |
| Афроамериканци    | 0 (0,0%)   | 0 (0,0%)   |
| Азијати           | 0 (0,0%)   | 0 (0,0%)   |
| Хиспаноамериканци | 0 (0,0%)   | 3 (4,7%)   |
| Укупно            | 62         | 64         |